# Tak In-suk
Tak In-Suk (koreanisch 탁인숙; * 25. April 1949) ist eine ehemalige nordkoreanische Eisschnellläuferin.
Tak nahm von 1969 bis 1977 an internationalen Wettbewerben teil und belegte bei der Winter-Universiade 1970 in Rovaniemi jeweils den sechsten Platz über 500 m sowie 1000 m. Bei ihrer einzigen Teilnahme an Olympischen Winterspielen im Februar 1972 in Sapporo kam sie auf den 28. Platz über 500 m und auf den 20. Rang über 1000 m.

## Persönliche Bestzeiten
| Disziplin | Zeit       | Datum            | Ort         |
| --------- | ---------- | ---------------- | ----------- |
| 500 m     | 46,3 s     | 26. Februar 1977 | Ulaanbaatar |
| 1000 m    | 1:34,0 min | 26. Februar 1977 | Ulaanbaatar |
| 1500 m    | 2:32,4 min | 27. Februar 1977 | Ulaanbaatar |
| 3000 m    | 5:29,1 min | 8. März 1969     | Kirow       |